# Concentré de facteur IX
Le concentré de facteur IX, est une version manufacturées du facteur IX fabriquées à partir de plasma humain ou par des méthodes recombinantes. Il est vendu entre autres sous les marques Haemonine et Benefix.

## Usage médical
Est un médicament utilisé pour traiter l'hémophilie B, plus précisément, ils sont utilisés pour traiter et prévenir les saignements. Le médicament sont administrés par injection dans une veine.

## Effets secondaires
Les effets secondaires du médicament comprennent l'anxiété, l'essoufflement, les réactions allergiques, les nausées et les maux de dos, d'autres effets secondaires peuvent inclure un œdème de Quincke et des douleurs thoraciques. Des anticorps qui bloquent sa capacité à agir peuvent également se développer. Il ne doit pas être utilisé en cas de coagulation intravasculaire disséminée. Les risques liés aux versions fabriquées à partir de plasma sont notamment l'infection.

## Histoire
Le médicament est devenu disponible à la fin des années 1960, tandis que les versions recombinantes ont été approuvées en 1997,. Il figure sur la liste des médicaments essentiels de l'Organisation mondiale de la santé. Au Royaume-Uni, 1 000 unités des versions recombinantes ou dérivées du plasma coûtent au NHS environ 600 livres sterling à partir de 2023.